# Scania 3-series
Scania 3-series — серия коммерческих автобусов, выпускаемых компанией Scania AB в период с 1988 по 1999 год.

## Типовые обозначения
- F — продольное расположение двигателя перед передней осью.
- S — продольное расположение двигателя над передней осью.
- K — продольное расположение двигателя за задней осью.
- L — расположение двигателя тем же путём, что и K, но под углом 60 градусов.
- N — рядное расположение двигателя за задней осью.
- 9/11 — объём двигателя.
- 3 — третье поколение.
- A — сочленённый автобус.
- C — одиночный автобус.
- D — двухэтажный автобус.
- L/R — расположение места водителя (слева/справа).
- A/B/L — типы осей и подвесок.

## Модификации
- Scania F93/F113[2].
- Scania K93/K113.
- Scania L113.
- Scania N113.
- Scania S113.